# Podlesie (Podłęże)
Podlesie – część wsi Podłęże w Polsce, położona w województwie świętokrzyskim, w powiecie pińczowskim, w gminie Pińczów.
W latach 1975–1998 Podlesie położone było w województwie kieleckim.